# Еврейско лоби
Еврейско лоби е термин за организирано еврейско влияние върху области на обществените отношения и живот по света, най-вече в областта на управлението, външната политика, както и на бизнеса, масмедиите, академични институции и популярна култура.